# Stanford Research Park

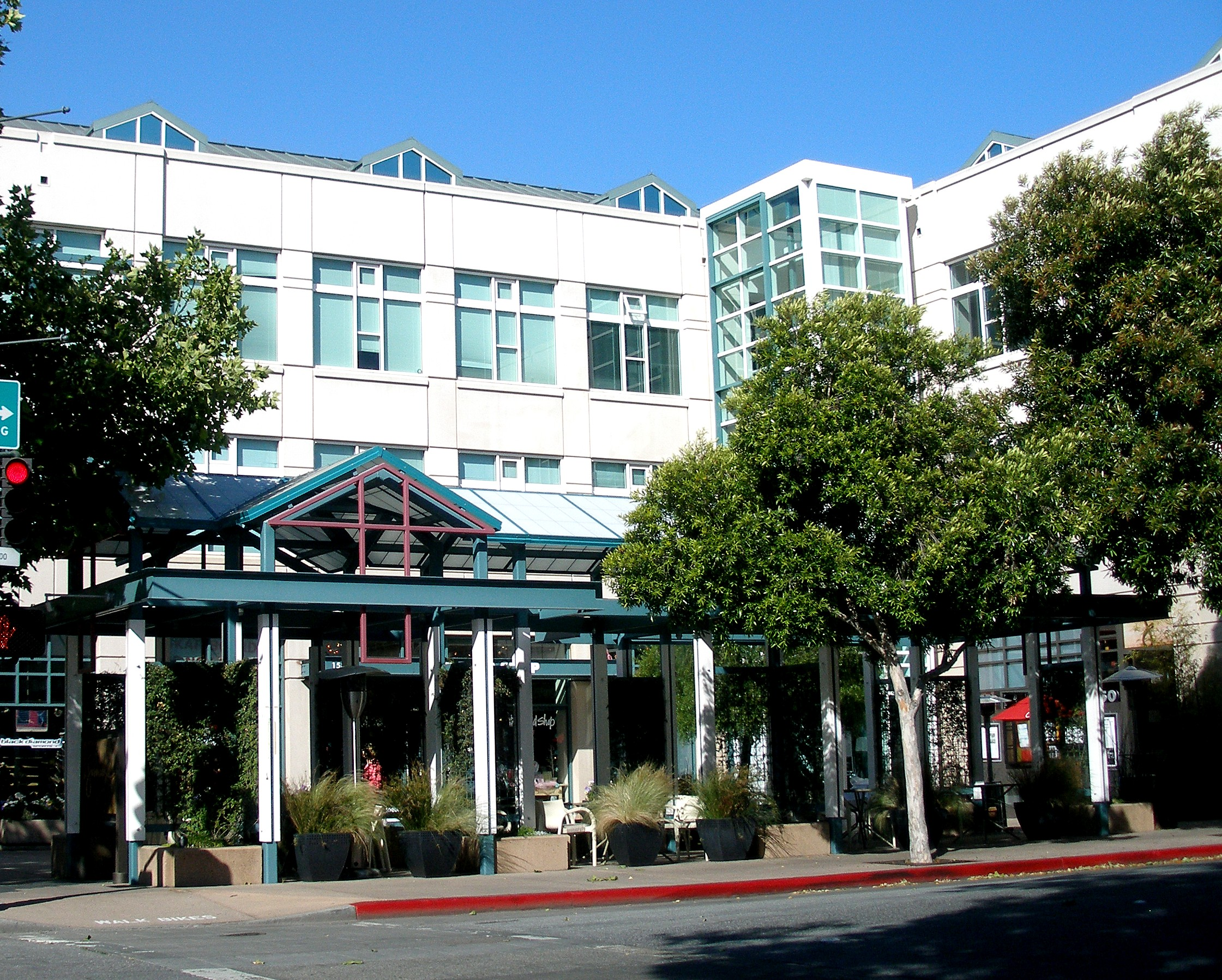
Sídlo Facebooku v oblastí Palo Alto.

Stanford Research Park je vědeckotechnický park, který se nachází v Palo Alto v Kalifornii na pozemku vlastněném Stanfordovou univerzitou. Byl postaven v roce 1951 jakožto Stanford Industrial Park.
Stanfordský výzkumný park má převážně vědecké a technické zaměření a výzkum orientovaný na oblasti elektroniky, vesmíru, biotechnologie, počítačového hardwaru a softwaru. Park zahrnuje 2,8 km² (700 akrů), v okolí Page Mill Road, na západ od El Camino Real. Je provozován společností Stanford Management, která byla založena v roce 1991 za účelem řízení finančních a realitních aktiv univerzity. V parku se nachází 162 budov a 140 firem pro které pracuje 23 000 zaměstnanců.